# Braun Strowman
Adam Scherr (sinh ngày 6 tháng 9 năm 1983) là đô vật chuyên nghiệp người Mỹ và là người biểu diễn thể lực. Anh hiện đấu ở WWE dưới cái tên Braun Strowman hay biệt danh "The Monster Among Men" (Quái vật), anh là cựu thành viên của Wyatt Family.

## Sự nghiệp biểu diễn thể lực
Scherr kiếm được American Strongman Corporation (ASC) Professional Card của anh bằng việc giành được NAS US Amateur National Championships vào ngày 5 tháng 11 năm 2011. Anh giành được 2012 Arnold Amateur Strongman World Championships vào ngày 4 tháng 3 năm 2012, diễn ra trong suốt Arnold Sports Festival bên cạnh 2012 Arnold Strongman Classic. Chiến thắng này kiếm được cho Scherr một lời mời đến 2013 Arnold Strongman Classic. Anh thi đấu tại SCL North American Championships vào ngày 8 tháng 7 năm 2012, kết thúc ở vị trí thứ 5 chung cuộc. Anh cũng thi đấu tại sự kiện Giants Live Poland vào ngày 21 tháng 7 năm 2012, kết thúc ở vị trí thứ 7 chung cuộc.

## Sự nghiệp đấu vật

### WWE

#### WWE Performance Center và huấn luyện (2013-2015)
Vào ngày 12 tháng 5 năm 2013, có thông báo cho rằng Scherr đã ký hợp đồng quảng cáo đấu vật chuyên nghiệp WWE. Anh sau đó được giao cho WWE Performance Center ở Orlando, Florida, nơi anh sử dụng tên trên võ đài là Braun Strowman. Anh có màn đấu vật lần đầu tại NXT live event tại Jacksonville, Florida vào ngày 19 tháng 12 năm 2014, đánh bại Chad Gable. Vào ngày 2 tháng 6 năm 2015, Strowman xuất hiện tại một buổi ghi hình tại Main Event trong dark match, nơi anh đánh bại một đô vật chưa biết.

#### The Wyatt Family (2015–2016)
Trong tập phim Raw ngày 24 tháng 8 Scherr,dưới cái tên Braun Strowman,đã ra mắt đội hình chinh của mình bằng cách tấn công Dean Ambrose và Roman Reigns và trở thành thành viên mới nhất của The Wyatt Family cùng với Bray Wyatt,Luke Happer và Eric Rowan.Strowman đã cloon v pussy
y 31 tháng 8 trong Raw, anh đã đánh bại Ambrose bằng cách loại.Strowman vật lộn trong sự kiện WWE pay-per-view đầu tiên của mình, trận vào ngày 20 tháng 9 tại Night of Champions, nơi The Wyatt Family đánh bại Ambrose,Reigns và Chris Jericho trong một trận đấu đồng đội sáu người sau khi Jericho bất tỉnh trước Lifting Arm Triagle Choke của Strowman.Vào ngày 13 tháng 12,tại TLC,The Wyatt Family đã đánh bại ECW Original(cụ thẻ là The Dudley Boyz và nhóm Rhyno và Tommy Dreamer) trong trận đấu đồng đội 8 người kiểu elimination
Vào ngày 24 tháng 1 năm 2016, Strowman xuất hiện tại Royal Rumble

## Danh hiệu và chức vô địch
- Pro Wrestling Illustrated
  - Xếp hạng 6 trong top 500 đô vật trong PWI 500 năm 2018
- Wrestling Observer Newsletter
  - Most Improved (2017)
- WWE
  - WWE Raw Tag Team Championship (2 lần) - với Nicholas (1) và Seth Rollins (1)
  - WWE Greatest Royal Rumble Championship (2018)
  - Money in the Bank (Nam 2018)
  - André the Giant Memorial Battle Royal (2019)
  - WWE Year-End Awards cho Male Superstar of the Year (2018)
  - WWE Universal Championship (2020)